# Macropodidae
Macropodidae é uma Família marsupial que incluem os cangurus, wallabyes, wallaroos e cangurus-arborícolas.

## Classificação
- Família Macropodidae J. E. Gray, 1821
  - Subfamília Macropodinae J. E. Gray, 1821
    - Gênero Dendrolagus Müller, 1839
      - Dendrolagus bennettianus de Vis, 1887
      - Dendrolagus dorianus Ramsay, 1883
      - Dendrolagus goodfellowi Thomas, 1908
      - Dendrolagus inustus Müller, 1840
      - Dendrolagus lumholtzi Collett, 1884
      - Dendrolagus matschiei Forster e Rothschild, 1907
      - Dendrolagus mbaiso Flannery, Boeadi e Szalay, 1995
      - Dendrolagus pulcherrimus Flannery, 1993
      - Dendrolagus scottae Flannery e Seri, 1990
      - Dendrolagus spadix Troughton e Le Souef, 1936
      - Dendrolagus stellarum Flannery e Seri, 1990
      - Dendrolagus ursinus (Temminck, 1836)

    - Gênero Dorcopsis Schlegel e Müller, 1845
      - Dorcopsis atrata van Deusen, 1957
      - Dorcopsis hageni Heller, 1897
      - Dorcopsis luctuosa (D'Albertis, 1874)
      - Dorcopsis muelleri (Lesson, 1827)

    - Gênero Dorcopsulus Matschie, 1916
      - Dorcopsulus macleayi (Miklouho-Maclay, 1885)
      - Dorcopsulus vanheurni (Thomas, 1922)

    - Gênero Lagorchestes Gould, 1841
      - †Lagorchestes asomatus Finlayson, 1943
      - Lagorchestes conspicillatus Gould, 1842
      - Lagorchestes hirsutus Gould, 1844
      - †Lagorchestes leporides (Gould, 1841)

    - Gênero Macropus Shaw, 1790
      - Macropus agilis (Gould, 1842)
      - Macropus antilopinus (Gould, 1842)
      - Macropus bernardus Rothschild, 1904
      - Macropus dorsalis (J. E. Gray, 1837)
      - Macropus eugenii (Desmarest, 1817)
      - Macropus fuliginosus (Desmarest, 1817)
      - Macropus giganteus Shaw, 1790
      - †Macropus greyi Waterhouse, 1840
      - Macropus irma (Jourdan, 1837)
      - Macropus parma Waterhouse, 1846
      - Macropus parryi Bennett, 1834
      - Macropus robustus Gould, 1841
      - Macropus rufogriseus (Desmarest, 1817)
      - Macropus rufus (Desmarest, 1822)

    - Gênero Onychogalea Gray, 1841
      - Onychogalea fraenata (Gould, 1841)
      - †Onychogalea lunata (Gould, 1841)
      - Onychogalea unguifera (Gould, 1841)

    - Gênero Petrogale J. E. Gray, 1837
      - Petrogale assimilis Ramsay, 1877
      - Petrogale brachyotis (Gould, 1841)
      - Petrogale burbidgei Kitchener e Sanson, 1978
      - Petrogale coenensis Elridge e Close, 1992
      - Petrogale concinna Gould, 1842
      - Petrogale godmani Thomas, 1923
      - Petrogale herberti Thomas, 1926
      - Petrogale inornata Gould, 1842
      - Petrogale lateralis Gould, 1842
      - Petrogale mareeba Elridge e Close, 1992
      - Petrogale penicillata (Gray, 1827)
      - Petrogale persephone Maynes, 1982
      - Petrogale purpureicollis Le Souef, 1924
      - Petrogale rothschildi Thomas, 1904
      - Petrogale sharmani Elridge e Close, 1992
      - Petrogale xanthopus Gray, 1855

    - Gênero Setonix Lesson, 1842
      - Setonix brachyurus (Quoy e Gaimard, 1830)

    - Gênero Thylogale Gray, 1837
      - Thylogale billardierii (Desmarest, 1822)
      - Thylogale browni (Ramsay, 1877)
      - Thylogale brunii (Schreber, 1778)
      - Thylogale calabyi Flannery, 1992
      - Thylogale lanatus (Thomas, 1922)
      - Thylogale stigmatica (Gould, 1860)
      - Thylogale thetis (Lesson, 1828)

    - Gênero Wallabia Trouessart, 1905
      - Wallabia bicolor (Desmarest, 1804)

  - Subfamília Sthenurinae Glauert, 1926
    - Gênero Lagostrophus Thomas, 1887
      - Lagostrophus fasciatus (Péron e Lesueur, 1807)